# Кроие (герб)
Кроие (пол. Kroje) — польский дворянский герб.

## Описание
В красном поле три серебряных искривленных ножа без рукояток (или сошника), расположенных так, что толстыми концами они сходятся к центру, а остриями расходятся в виде звезды. Нашлемник из павлиньих перьев. Знамя это считается одним из древнейших в Польше. Ср.: Роля.

## Герб используют
Budek, Chalecki, Daniusiewicz, Domamewski, Domaniewski, Kalinkowski, Kroja, Krokier, Krzerzewkowski, Krzerzewski, Krzesz , Krzeszewicz, Krzeszewski, Krzeszowski, Kubiłojć,
Łoktowski, Kopeć, Perhorowicz-Kopeć, Rylski, Skotnicki, Staszkiewicz, Tarnawski, Wawrzeck